# イアン・バートン
イアン・バートン（ラテン語: Euan Burton、1979年3月31日 - ）は、イギリスのバークシャー・アスコット出身の柔道家。身長182cm。

## 来歴
柔道は6歳の時に始めた。2007年と2010年の世界選手権81kg級では3位となった。
2008年8月の北京オリンピックでは7位になった。
2012年7月に地元で開催されたロンドンオリンピックでは初戦で敗れた。
2013年5月にはロンドンオリンピックの78kg級で2位になったジェマ・ギボンズと結婚した。
2014年に開催されたコモンウェルスゲームズではスコットランド選手団の旗手を務め、81kg級で優勝した。
2016年からはスコットランドチームのハイパフォーマンスコーチに就任した。

## 主な戦績
- 2005年 - ヨーロッパ選手権 3位
- 2006年 - 青島国際 3位
- 2007年 - ヨーロッパ選手権 3位
- 2007年 - 世界選手権 3位
- 2008年 - フランス国際 3位
- 2008年 - 北京オリンピック 7位
- 2009年 - グランドスラム・東京 優勝
- 2010年 - ワールドマスターズ 5位
- 2010年 - グランプリ・デュッセルドルフ 2位
- 2010年 - ヨーロッパ選手権 3位
- 2010年 - 世界選手権 3位
- 2010年 - グランドスラム・東京 3位
- 2011年 - ワールドマスターズ 3位
- 2012年 - ワールドマスターズ 3位
- 2013年 - ヨーロッパオープン・グラスゴー 優勝（100kg級）
- 2014年 - 英連邦競技大会 優勝（100kg級）